# Universidad de Helmstedt

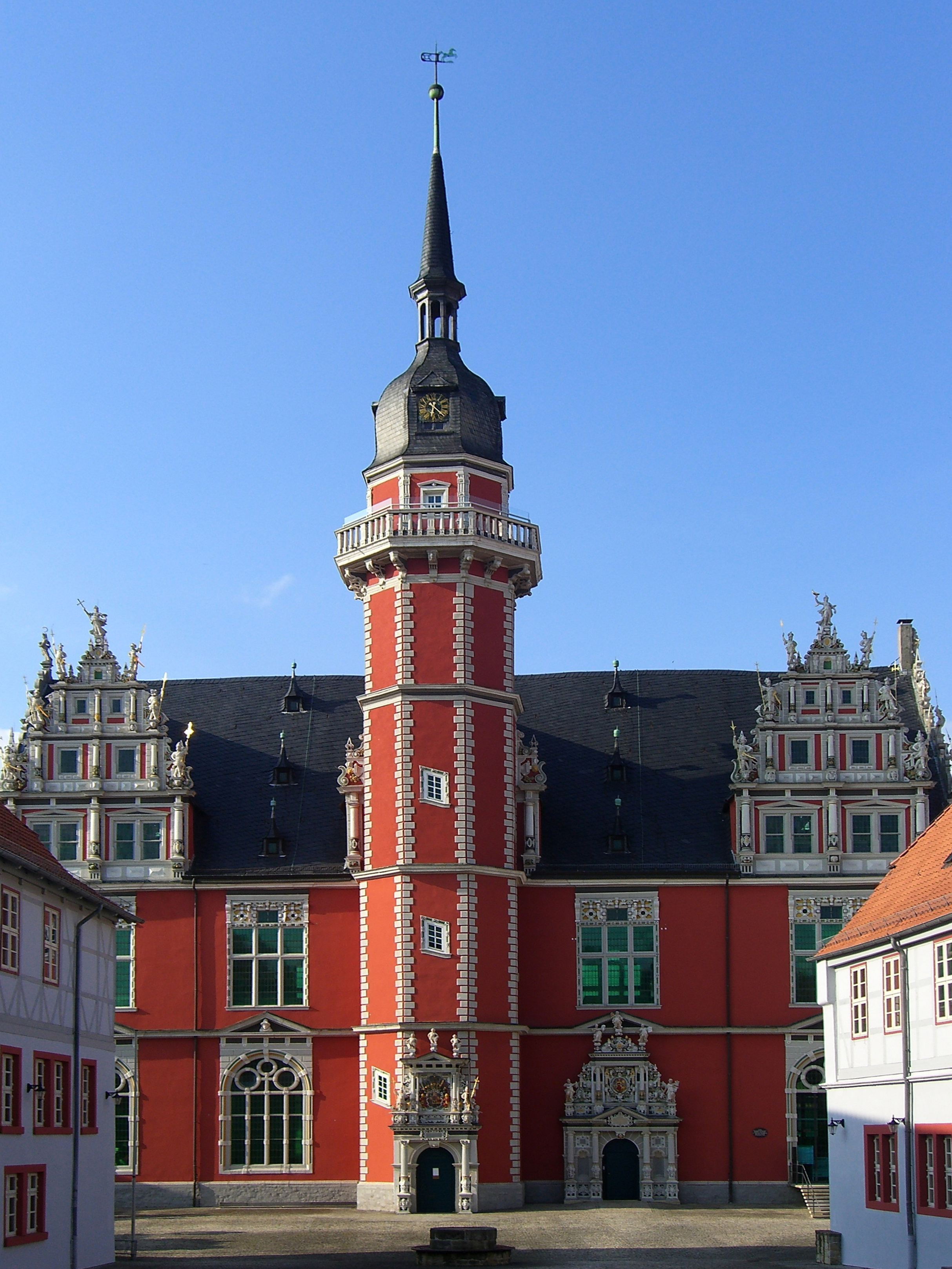
El Juleum en Helmstedt, el gran auditorio histórico de la universidad, construido en 1592 en estilo renacentista del Weser

La Universidad de Helmstedt, nombre oficial en latín Academia Julia ("Universidad de Julius"), era una Universidad en la localidad de Helmstedt, en el ducado de Brunswick-Wolfenbüttel que existió desde 1576 hasta 1810.
Fundada por el duque Julius de Brunswick-Wolfenbüttel el 15 de octubre de 1576, la primera Universidad del ducado y la primera universidad luterana del norte del Imperio Romano Germánico y rápidamente se convirtió en una de las más grandes universidades alemanas.
La universidad tenía cuatro facultades: Teología, Derecho, Medicina y Filosofía e incluía las siete artes liberales.
A finales del siglo XVIII, Helmstedt perdió popularidad por universidades más recientes como la Universidad de Gotinga y fue cerrada en 1810 por iniciativa de Johannes von Müller, director de instrucción pública en el Reino de Westfalia.

## Personas destacadas

### Profesores famosos
- Giordano Bruno, filósofo italiano
- George Calixtus, teólogo protestante
- Lorenz Florenz Friedrich von Crell, químico alemán y fundador de la primera publicación periódica sobre química, la revista Chemische Annalen
- Hermann von der Hardt, orientalista
- Lorenz Heister, medicina
- Anton Lichtenstein, lenguas orientales
- Duncan Liddel, matemáticas (desde 1591 a 1607)[2]
- Heinrich Meibom, historia y poesía
- Johann Friedrich Pfaff, matemáticas
- Wilhelm Abraham Teller, teología

### Estudiantes famosos
- Caspar Abel, teólogo
- Valens Acidalius, escritor
- Anton Wilhelm Amo, primer estudiante negro en Europa, filósofo
- Johann Arndt, teólogo
- Christian Heinrich Bünger, anatomista
- Sethus Calvisius, músico
- Joachim Heinrich Campe, escritor
- David Caspari, teólogo
- Carl Friedrich Gauss, matemático
- Wilhelm Gesenius, filológo
- Carl Benedict Hase, helenista
- Hoffmann von Fallersleben, escritor
- Johann Georg Jacobi, escritor
- Augustus Quirinus Rivinus (August Bachmann), físico y botánico